# Mariana García Britos
Mariana García Britos (Mercedes, 26 de abril de 1989) es una deportista, ciclista, profesora y bióloga uruguaya.
Estudió la licenciatura en Ciencias Biológicas en la Facultad de Ciencias de la Universidad de la República, desde 2014 estudia en Instituto Superior de Educación Física. Es instructora de spinning. Pertenece al Club Remeros Mercedes. Sus inicios fueron en el mountain bike.
Forma parte de la Selección Ciclista Femenina de Uruguay.
- 2023, ganó el Campeonato Nacional de contrarreloj en ciclismo.